# Беленки (Нижегородская область)
Беленки́ — сельский посёлок в Дивеевском районе Нижегородской области. Входит в состав Сатисского сельсовета.
Расположен в 16 километрах к югу от села Дивеево на правом берегу реки Сатис. Окружён смешанными лесами. Соединён грунтовыми просёлочными дорогами с посёлком Сатис (4 км) и селом Аламасово (4 км), в 2 километрах расположены садоводческие общества «Заря», «Золотой корень» и «Луч», владельцами участков являются, преимущественно, жители города Саров. Употребляется языковой оборот «…на Беленках».

## История
Близ теперешней деревни Беленки располагалась Нижняя мельница иначе называлась Ждановской или мельницей на Гришкином переезде . В 1749 году принадлежала подьячему села Дивеева Ивану Жданову, а в 1757 году перешла во владение Саровской пустыни. После приобретения Ближней мельницы надобность в Нижней отпала, её стали отдавать в аренду, а в 1798 году разобрали.
В первой половине 1920-х годов основан жителями соседних сёл Аламасово и Нарышкино (Вознесенский район).
Традиционно в посёлке жили рабочие совхоза «Вперёд» и мясокомбината, расположенных в посёлке Сатис. Возле посёлка расположен карьер где добывают бутовый (в настоящее время официально закрыт).
По данным 1978 года в посёлке Беленки насчитывалось 14 хозяйств и 25 жителей. Водоснабжение из колодцев и родников, учреждения соцкультбыта отсутствовали. В 1992 году в посёлке насчитывалось 8 хозяйств и 9 жителей, все нетрудоспособного возраста. На 1 января 1995 года в посёлке имелось 7 домов и 7 жителей.

## Современность
В настоящее время постоянные жители отсутствуют, посёлок заселяется сезонно. Хозяйства используются как дачи, имеется несколько пасек.

## Достопримечательности
В непосредственной близи от посёлка расположен один из родников Святого Серафима Саровского.